# Vojak, Učka
Mt. Vojak är en bergstopp i Kroatien. Den ligger i den västra delen av landet, 150 km väster om huvudstaden Zagreb. Toppen på Mt. Vojak är 1 401 meter över havet.
Terrängen runt Mt. Vojak är huvudsakligen kuperad, men söderut är den bergig. Mt. Vojak ligger uppe på en höjd som går i nord-sydlig riktning. Mt. Vojak är den högsta punkten i trakten. Närmaste större samhälle är Rijeka, 17,4 km öster om Mt. Vojak. I omgivningarna runt Mt. Vojak växer i huvudsak blandskog.